# Mándy Péter
Mándi idősb Mándy Péter (Mikola (Szatmár megye), 1784. november 7. – Szatmár, 1873. február 3.) földbirtokos, alispán.

## Élete
1792-ben került a sárospataki iskolába, ahol 1800-ig tanult. Ezután két évet Pozsonyban töltött, leginkább a német, francia és olasz nyelv megtanulása végett. Az 1802. évi pozsonyi országgyűlésen, az iskolai szünet alatt, országgyűlési írnok volt. 1803-ban visszament Sárospatakra, ahol az akkor nagy hírű Kövy alatt végezte a jogtudományi tanfolyamot. 1804-ben tiszteletbeli aljegyző, 1810. június 26-án másod aljegyző, főszolgabíró, majd másodalispán lett Szatmár megyében; végül egyik megyei törvényszéki osztályban mint alispán helyettesi elnök működött sok évig. Gondjainak nagy részét megszaporodott családja vette igénybe; 13 gyermekének nevelése mellett, okszerű gazdálkodással és takarékossággal, szüleitől örökölt birtokát tízszeresére gyarapította. Saját költségén 50-nél több jobbágyházat, azonkívül Mikolán és Szinyérváralján két-két kőházat, Mándon két lakházat építtetett. Alapítványokat tett vagy adakozott a Magyar Tudományos Akadémia, a Kisfaludy Társaság, a Nemzeti Múzeum, a sárospataki, debreceni, máramarosszigeti, szatmári iskolák, papi özvegyek pénztára és egyes szegény egyházak javára; ott találjuk a tisza-körösi csatorna, szatmári gazdasági egyesület és takarékpénztár sat. előmozdítói névsorában. Fiatalabb éveiben Kazinczy Ferenc, rokona Kölcsey Ferenc és tanulótársa Fáy András közelebbi viszonyban állottak vele. Mikola helységben egy családi könyv- és levéltárt alapított, a könyvtár öregbítésére évenként 200 forintot rendelt. Nem csekély érdeme a ritkább vagy újabb szavak följegyzése; e szavakat a Magyar Tudományos Akadémia nagyszótára gyűjteményével egybevetette és a kimaradt szavak jegyzékét az akadémiának beküldötte; 1872-ig 42 ily küldeménye érkezett be. Elhunyt 1873. február 3-án, örök nyugalomra helyzeték Mikolán, 1873. február 5-én.
Nevét Mándinak is írta.
Cikkei a Gazdasági Tudósításokban (III. 1839. Buza-üszögről), a Gazdasági Lapokban (1850. Curialis zsellérek), a Magyar Gazdában (II. néhány szó a haszonjuhászat érdekében), az Archeológiai Értesítőben (1870. Szatmár).

## Munkái
- A magyar nyelv eredete és előnyei; s javaslat arról: mikép lehetne a magyar írást könnyíteni s egyszerűsíteni. Szatmár 1858. (Fő célja e munkának a magyar összetett mássalhangzók kettős betűinek egyszerű betűjegyekkel való helyettesítése volt.)
- Kant Immanuel Paedagogiája, vagy nevelésről irott könyve, melyet németül kiadott Rink Fr. T. Magyarra ford. Pest, 1868.

Levele Kazinczy Ferenchez 1811. március 24. (Vasárnapi Ujság 1864. 40. sz. és Kazinczy Levelezése VIII. 319. l.).
Levelei Horvát Istvánhoz: Nagy-Károly 1819. december 23. és 1821. január 29. (a Magyar Nemzeti Múzeum kézirati osztályában). Kleist Tavasz c. nagy költeményét is lefordította magyarra.